# Ethereum Classic
Ethereum Classic (ETC) — блокчейн-криптоплатформа з відкритим вихідним кодом, для розробки децентралізованих додатків на базі «розумних контрактів». Являє собою децентралізовану Тьюринг-повну віртуальну машину (Віртуальну Машину Эфіріуму (EVM)), яка може виконувати програми на публічних вузлах мережі. Ethereum Classic (Класичний Ефір, Classic Ether, ETC) являє собою криптовалюту, яка може передаватися від одного учасника мережі до іншого, та використовується для оплати обчислень, здійснених публічними вузлами мережі, а також надає можливість створювати власні цифрові активи (токени) на блокчейну Ethereum Classic. Ефір сплачений за вироблені обчислення називається «Газ» (Gas). Газ служить не тільки для оплати за виконані обчислення, але і запобігає DoS-атакам на мережу.
Ethereum Classic з'явився як результат незгоди з прийнятим Ethereum Foundation «The DAO» хард-форком. Він об'єднав членів спільноти Ethereum, які відкинули DAO Hard Fork з філософських міркувань, що були викладені в Декларації незалежності Эфіріум Класік [Архівовано 8 грудня 2017 у Wayback Machine.]. Люди, які мали на балансі ETH, до моменту ДАО хард-форку (1 900 000 блок), отримали стільки ж ETC після здійснення хард-форку.
25 жовтня 2016 року Ethereum Classic пройшов технічний хард-форк, щоб скоректувати внутрішні ціни для різних опкодів Віртуальної Машини Эфіріума (EVM), аналогічно хард-форку, здійсненому Ethereum тижнем раніше. Метою хард-форку був більш раціональний розподіл оплати ресурсномістких обчислень, що призвело до ліквідації сприятливих умов для проведення атак, які протягом місяця проводилися на ETH і ETC. Хард-форк, проведений на початку 2017 року, успішно відклав «бомбу складності», закладену в коді Ethereum на вересень 2015 року, з метою експоненціально підвищувати складність майнінгу, процесу розрахунку нових блоків мережі. 
Станом на 11 січня 2018 року Ethereum Classic займає 19-ту сходинку у списку 100 криптовалют з найбільшою капіталізацією, обсяг його капіталізації складає 3 380 834 633 USD.

## Розробка
Зараз три команди розробників працюють над клієнтами Ethereum Classic. Станом на 27 квітня 2017 року 68 % вузлів мережі працювали на клієнті Parity і 32% на клієнті Geth Classic. Найвищий хешрейт мережі був зафіксований 26 квітня 2017 року, і склав 2,028 GH/s.

### Команда ETC Dev Team
ETC Dev team розробляє Geth Classic, написаний на мові програмування Go. Її очолює Ігор Артамонов (Splix). Команда складається з шести оплачуваних розробників Go і Rust. ETC Dev Team так само включає п'ять неоплачуваних консультантів, стратегічного аналітика і менеджера з маркетингу.

### Команда Ethereum Commonwealth
Ethereum Commonwealth розробляє ERC223, підтримує програму винагород, і в даний час портує ENS. Її очолює Dexaran — анонімний розробник зі спільноти Ethereum Classic. Команда займається портуванням і розробкою оновлень протоколу Ethereum в мережі Ethereum Classic, таких як Raiden network, SWARM, віртуальна машина eWASM.

### Команда IOHK Grothendiek
IOHK працює над клієнтом, що написаний на Scala. IOHK очолює CEO Чарльз Хоскінсон - один із засновників Ethereum і Ethereum Foundation. Алан Макшеррі, в даний час, є менеджером Grothendieck. До складу команди входять п'ять оплачуваних розробників та менеджер і дослідник.

### Команда EthCore
Команда EthCore очолюється Гевіном Вудом. Гевін був співзасновником Ethereum, разом з Віталіком Бутеріним, і написав «Yellow Paper» — офіційну специфікацію для Ethereum. Після відходу з Ethereum Foundation, він заснував EthCore і створив клієнт Parity. Parity написаний на мові програмування Rust і є клієнтом, що підтримує блокчейни Ethereum Classic, Ethereum і Expanse.

### Децентралізовані додатки (DApps)
- Stampery [Архівовано 18 січня 2018 у Wayback Machine.] — дозволяє компаніям і приватним особам створити доказ цифрових подій, і робити це не торкаючись первинних даних. Більше немає потреби у третіх особах, щоб гарантувати те, що сталося в цифровому просторі.
- Stamp.io [Архівовано 6 липня 2019 у Wayback Machine.]
- DexNS (або Децентралізований Сервіс Імен) — децентралізований додаток з інтегрованою підтримкою гаманців, що дозволяє присвоювати адресам 'Імена' і використовувати їх замість шістнадцяткових адрес для здійснення транзакцій та доступу до контрактів.

## Ринкова капіталізація
У квітні 2017 ринкова капіталізація Ethereum Classic (ETC) склала $456 мільйонів, а в травні 2017 перевищила $1,5 млрд.

### Обмін
Для здійснення обміну потрібно 30 підтверджень. Блоки в блокчейні ETC з'являються приблизно кожні 13 секунд. Середній час підтвердження обміну — 6.5 хвилин.
На 2021 рік середня комісія за транзакцію Ethereum Classic становить 0.000072 ETC.

## Атаки 51%
7 січня 2019 року на блокчейн була проведена атака 51%. Розробники Ethereum Classic спочатку відкидали версію атаки, але потім таки визнали, що атака була. За деякими оцінками, зловмисники отримали $460 000. Пізніше хакер повернув біржі Gate.io частину вкрадених під час атаки коштів на суму $100 000.
1 серпня 2020 року на блокчейн невідомими хакерами була проведена атака 51%. Вони змогли вкрасти до 807 260 ETC (5.7 млн дол). 6 серпня була нова атака. Вкрали 1,68 млн дол. Обчислювальні потужності хакери орендували на маркетплейсі  NiceHash. Віталік Бутерін, розробник Ethereum порекомендував розробникам Ethereum Classic перейти на алгоритм PoS (Proof-of-stake). Ethereum Classic Labs запросила юристів і аналітиків для того, щоб знайти зловмисників. 7 серпня 2020 року NiceHash опублікували заяву, в якій вони повідомили, що співпрацюють із etclabs.org для того, щоб розслідувати інцидент.
В середині серпня мальтійська криптобіржа OKEx заявила, що зловмисники, можливо, із Росії, оскільки 4 із 5 екаунтів, задіяних у кражі криптовалюти, були з Росії. OKEx також заявила, що компенсує своїм клієнтам втрати, загальні втрати біржі від атаки хакерів склали $5,6 млн дол. Якщо проблеми із безпекою ЕТС не будуть вирішені, то ця біржа зробить делістинг ЕТС.

### Гаманці
- Geth Classic [Архівовано 19 грудня 2017 у Wayback Machine.] — локальний клієнт/гаманець
- EthCore's Parity [Архівовано 11 січня 2018 у Wayback Machine.] — локальний клієнт/гаманець
- My Ether Wallet [Архівовано 23 квітня 2021 у Wayback Machine.] — вебгаманець з відкритим вихідним кодом.
- DexNS — вебінтерфейс з відкритим вихідним кодом, для роботи з гаманцями, що дозволяє використовувати їх імена замість адрес.
- Ledger Nano S [Архівовано 11 січня 2018 у Wayback Machine.] — апаратний гаманець
- Jaxx Wallet [Архівовано 3 січня 2018 у Wayback Machine.] — Web, Android, IOS, Desktop, Linux, Firefox і Chrome.